# Антим I Гревенски
Антим (на гръцки: Άνθιμος) е православен духовник, митрополит на Охридската архиепископия от първата половина на XVII век.

## Биография
Антим е споменат като гревенски митрополит от 1623 до 1624 година в сигилий 812 на манастира Философ.